# Dorift Șuteu
Dorift Șuteu (n. 28 septembrie 1887, Cașva – d. 23 decembrie 1965, Craiova) a fost un deputat în Marea Adunare Națională de la Alba Iulia, organismul legislativ reprezentativ al „tuturor românilor din Transilvania, Banat și Țara Ungurească”, cel care a adoptat hotărârea privind Unirea Transilvaniei cu România, la 1 decembrie 1918.:p. 77

## Biografie
Dorift Șuteu, născut în localitatea Cașva, județul Mureș, a urmat studiile la Institutul Pedagogic din Arad și Facultatea de Teologie din Sibiu. Este numit preot și director de școală la Moșuni. În timpul Primului Război Mondial a fost preot militar. A fost de asemenea, membru al Consiliului Național Român al cercului electoral Târgu-Mureș. După anul 1918 a fost și profesor de religie în Tîrgu-Mureș, protopop onorific și membru pe viață al Despărțământului Târgu-Mureș al Astrei. Printre altele, a fost membru al P.N.R., al Partidului Poporului  și al Partidului Național Creștin, A decedat la Craiova la data de 23 decembrie 1965.

## Activitatea politică
A fost ales ca delegat titular al cercului electoral Acățari, la Marea Adunare Națională de la Alba Iulia de la 1 decembrie 1918.:p.268